# Pan (supermercati)
Pan è un marchio di supermercati di proprietà della Superemme Spa attiva in Sardegna nella grande distribuzione organizzata.
Il marchio fa parte per mezzo della Superemme al gruppo commerciale italiano Selex.

## Storia
Gianni Murgia, con la sua famiglia, negli anni '60 aprì a Dolianova, comune a circa 20 km da Cagliari un negozio tradizionale con prodotti alimentari e non food. Nel 1975 nell'abitato, in corso Repubblica 90, aprì il primo negozio con insegna Supermercati MP passando quindi dal piccolo emporio al moderno supermercato, con  ortofrutta e carni confezionate.
Negli anni '80 vennero aperti i primi due punti vendita nella città di Cagliari, facendo nascere il Gruppo Superemme: contestualmente l’insegna Supermercati MP viene sostituita con Pan, dal greco "tutto". Nel 1988 aprì nella SS 131 all'altezza di Sestu il primo ipermercato della Sardegna, denominato Iperpan, con una struttura di circa 3000 metri quadri, avviando poi lo sviluppo in tutta l'Isola. Nel 1990 la Superemme infatti aderì al gruppo italiano Selex e alla centrale d'acquisto ESD Italia. Nel 1995 sbarca anche nel settore discount creando il marchio Hardis. Ad oggi il gruppo gestisce 33 punti vendita e la quota di mercato Iper e Super si attesta intorno al 12%. Nel 2020 si è piazzata al decimo posto delle aziende in Sardegna per fatturato, la seconda del settore dietro la ISA Spa di Villacidro.

## Organizzazione

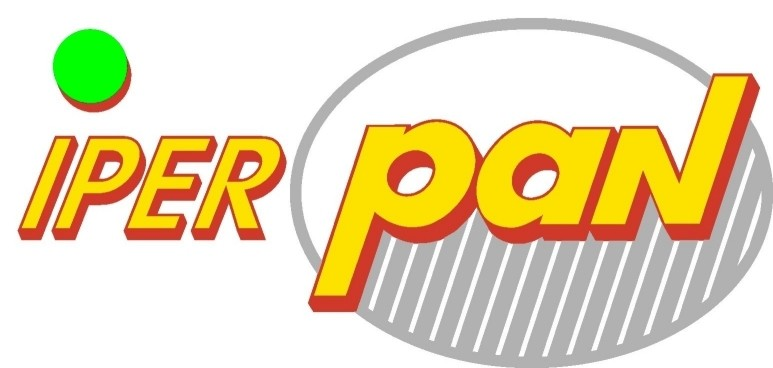
L'insegna Iperpan, utilizzata per i punti vendita con dimensione pari a 2500 mq circa.

Il gruppo opera con due insegne. Con l'insegna Superpan gestisce supermercati di quartiere con superfici di vendita fino a 1500 metri quadri, completi per la spesa quotidiana, con banchi a servizio dei prodotti freschi, dalla gastronomia alla salumeria e alla panetteria e il reparto ortofrutta. Con l'insegna Iperpan invece controlla i punti vendita più grandi con superficie di 2.500 metri quadri circa, che presentano un'offerta più ampia rispetto ai precedenti.
Il gruppo opera anche nel settore discount con il marchio Hardis, e gestisce 19 punti vendita di dimensione intorno ai 700 metri quadri.